# Бездан
Бездан (серб. Бездан) — село в Сербії, належить до общини Сомбор Західно-Бацького округу в багатоетнічному, автономному краю Воєводина.

## Населення
Населення села становить 4623 осіб (2002, перепис), з них:
- мадяри — 2983 — 56,67%;
- серби — 1256 — 23,86 %;
- хорвати — 424 — 8,05%;
- югослави — 141 — 2,67%;

Решту жителів  — з десяток різних етносів, зокрема: македонці, роми, болгари, німці і навіть кілька русинів-українців.